# 福尔考什·吉泽尔洛
福尔考什·吉泽尔洛（匈牙利語：Farkas Gizella，1925年11月18日—1996年6月17日），出生于在米什科尔茨，匈牙利女子乒乓球运动员。她曾获得10枚世界乒乓球锦标赛金牌。